# Parental (genética)

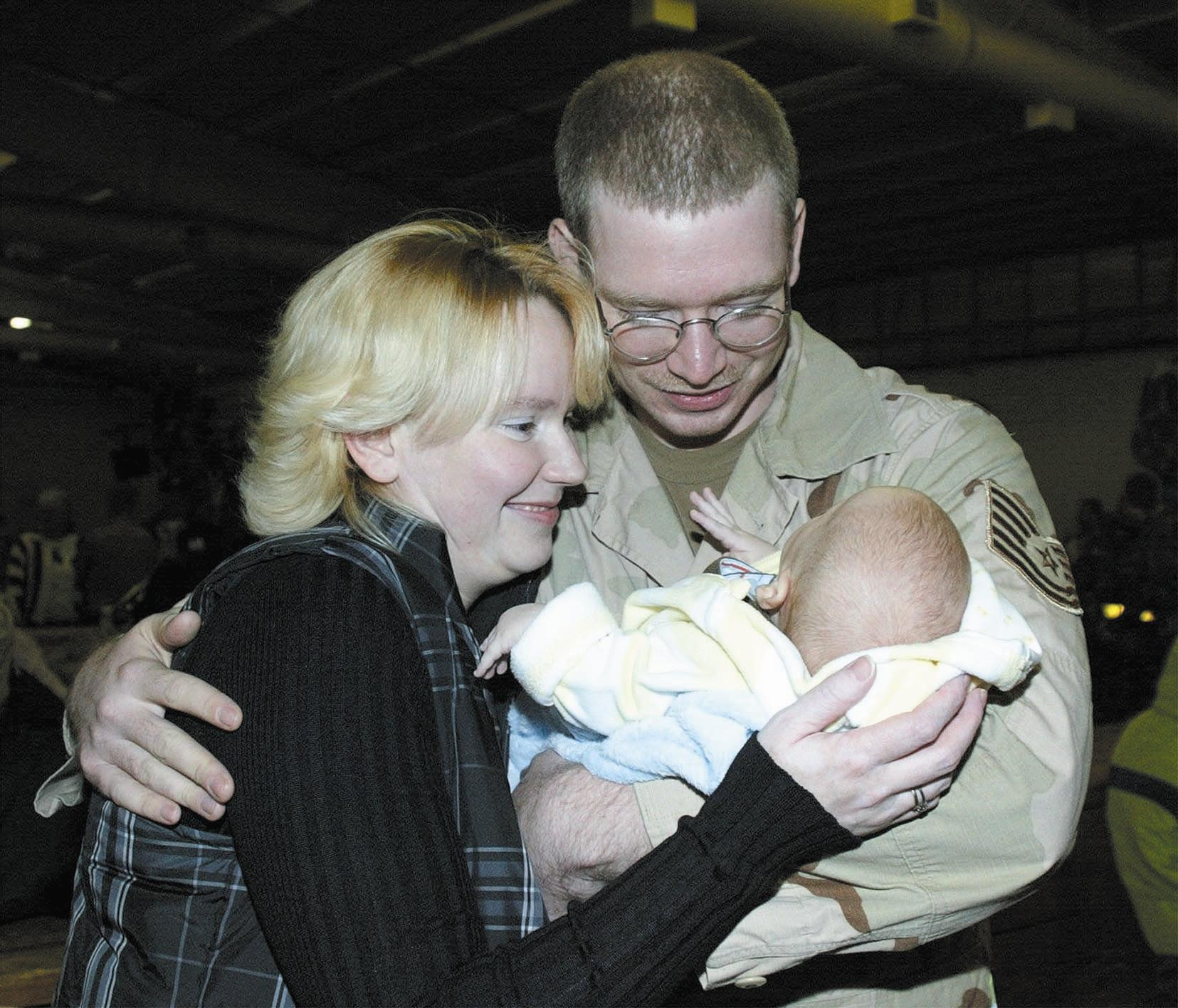
Dos progenitores (Parentales?) con su descendencia.

En biología y particularmente en genética, se denomina parental al progenitor o a los progenitores de una progenie, esto es, al individuo o a los individuos cuya reproducción, ya sea sexual o asexual, provoca la transmisión de una herencia genética.
Según el Diccionario de la lengua española, parental proviene del latín parentālis 'relativo a los padres'. Es un adjetivo que se refiere a algo perteneciente o relativo a los padres o a los parientes. Tiene los siguientes sinónimos: paterno, paternal, patrio, familiar, materno, maternal. Hay una segunda acepción, también como adjetivo, en el campo de la biología que se refiere a uno o a ambos progenitores. La academia indica que también se usa como sustantivo. 
En biología también llamamos relaciones intraespecificas a las relaciones bióticas que se establecen entre organismos de la misma especie y esto de divide en un grado familiar o por grado parentesco en:
- Parental: que está formado por los dos progenitores y la prole, como ocurre con la paloma.
- Matriarcal: que es cuando el macho abandona el cuidado de la prole y se lo deja a la hembra, como sucede en el caso de los escorpiones, roedores y otros mamíferos.
- Filial: los padres abandonan a la prole, como ocurre en muchas especies de peces.

Las asociaciones familiares también pueden ser:
- Monógamas, que es cuando la forma un macho y hembra. Un ejemplo puede ser el cisne (Cygnus olor).
- Polígamas, una hembra y varios machos (poliandria). Un ejemplo de poliandria son los insectos sociales como la abeja (Apis mellifera). O un macho y varias hembras (poliginia). Un ejemplo de poliginia puede ser el gallo y las gallinas, Gallus gallus, o los ciervos (Cervidae). En algunas sociedades humanas está extendida tanto la práctica de la poliandria como de la poliginia.

En el caso de humanos, los parentales suelen ser un padre y una madre, aunque hay muchos casos. 
En el caso de los seres vivos que se reproducen asexualmente, por ejemplo por fisión binaria, la célula madre, tras su división, origina dos células hijas, esto es, se duplica, pero sin que exista muerte para ella.
En el caso de las especies que poseen gametos anisógamos, lo cual casi siempre está relacionado con la presencia de un óvulo, fruto de la madre y grande, y un espermatozoide, procedente del padre y pequeño, el mayor aporte nutritivo al futuro vástago lo proporciona la madre. Además, en cuanto a contenido en DNA, la madre aporta más información genética, pues existe material genético ajeno al núcleo (el cual sí que es transmitido de forma equitativa por los dos parentales), concretamente el de mitocondrias y, en plantas, también el de plastos, que se transmiten exclusivamente mediante herencia materna.
El término control parental lo utilizan algunos para establecer un control por parte de los padres sobre el uso que los hijos no adultos hacen de algunos equipos de comunicación, internet, y otras actividades de comunicación  y otros equipos electrónicos, que pueden necesitar supervisión de los padres. Control parental ejercido por los padres que determina lo que los menores de edad pueden ver en la televisión, y/o hacer  en una red de comunicación.

## Cuestiones de la paternidad
Una prueba de paternidad se realiza para demostrar la paternidad, es decir, si un varón es el padre biológico de otro individuo. Esto puede ser relevante de cara a los derechos y deberes del padre. Del mismo modo, puede realizarse una prueba de maternidad. Es menos frecuente, porque al menos durante el parto y el embarazo, salvo en el caso de un embarazo con transferencia de embriones o donación de óvulos, es obvio quién es la madre. Sin embargo, se utiliza en una serie de casos, como los litigios judiciales en los que se cuestiona la maternidad de una persona, en los que la madre no está segura porque no ha visto a su hijo durante un largo periodo de tiempo o en los que es necesario identificar a personas fallecidas.
Aunque no constituyen pruebas totalmente fiables, algunos rasgos congénitos, como los lóbulos de las orejas pegados, el pico de viuda o la barbilla hendida, pueden servir como indicadores provisionales de (no) paternidad, ya que son fácilmente observables y se heredan a través de genes autosómicos dominantes.
Una forma más fiable de determinar la paternidad es mediante el análisis del ADN (conocido como huella genética de los individuos), aunque los métodos más antiguos han incluido el tipo de grupo sanguíneo ABO, el análisis de otras proteínas y enzimas, o el uso de antígeno leucocitario humano. Las técnicas actuales para comprobar la paternidad utilizan la reacción en cadena de la polimerasa y el polimorfismo de longitud de fragmentos de restricción. Sin embargo, en la mayoría de los casos, las huellas genéticas se han impuesto a todas las demás formas de prueba.

## Responsabilidad parental
Según el filósofo Hans Jonas, la responsabilidad parental abarca todos los aspectos de la vida de los niños, desde la simple existencia hasta los intereses más elevados. La responsabilidad se expresa primeramente desde el punto de vista corporal, de estar presente en todo momento en la salud y en la enfermedad; luego se añade cada vez más todo lo que entra dentro de la noción de “educación”, en todos los sentidos: habilidades, relaciones, comportamientos, carácter, conocimientos cuya formación debe ser vigilada y fomentada y, si es posible, la felicidad. Protege a su hijo de todos los peligros y gestiona diversas obligaciones como (trabajar, limpiar, cocinar, etc.).

## Conocimientos, actitudes y prácticas de crianza
Los resultados de los estudios de niños y su desarrollo proporcionan el contexto para considerar la gama de conocimientos, actitudes y prácticas de crianza e identificar aquellos que la investigación apoya como básicos. El término «conocimientos» se refiere en este entorno a los hechos, la información y las habilidades adquiridos a través de la experiencia o la educación y la comprensión de un tema o fenómeno. «Actitudes» se refiere a puntos de vista, perspectivas, reacciones o formas de pensar establecidas sobre aspectos de la crianza o el desarrollo infantil, incluidas las funciones y responsabilidades de los padres. Las actitudes pueden estar relacionadas con creencias culturales basadas en la experiencia común. Y las «prácticas» se refieren a los comportamientos o enfoques de crianza que pueden influir en el desarrollo del niño. En términos generales, los conocimientos están relacionados con la cognición, las actitudes con la motivación y las prácticas con las formas de compromiso o comportamiento, pero los tres pueden emanar de una fuente común.
Estos tres componentes son recíprocos y están entrelazados teórica, empírica y bidireccionalmente, informándose mutuamente. Por ejemplo, las prácticas están relacionadas con los conocimientos y las actitudes, y a menudo implican la aplicación de conocimientos. Según la teoría de la modificación del comportamiento, la actitud de una persona suele determinar si utilizará el conocimiento y lo transformará en práctica. En resumen, si uno no cree en el conocimiento o no lo valora, es menos probable que actúe en consecuencia. Lo que los padres aprenden a través de la práctica de la crianza también puede ser una fuente de conocimiento y puede moldear las actitudes de los padres. Las actitudes de los padres también se ven influidas por la autoeficacia parental, que se ha definido en términos generales como el nivel de autoconfianza de los padres sobre su capacidad para desempeñar con éxito la función parental.
Los conocimientos, las actitudes y las prácticas de crianza no sólo dependen unos de otros, sino también de una serie de factores contextuales, como las características de los niños (por ejemplo, el sexo, el temperamento); las propias experiencias de los padres (por ejemplo, las de su infancia) y las circunstancias; las expectativas aprendidas de otras personas, como la familia, los amigos y otras redes sociales; y los sistemas culturales. De especial relevancia para este estudio, los factores contextuales que influyen en los conocimientos, actitudes y prácticas de los padres también incluyen los apoyos disponibles dentro de la comunidad en general y proporcionados por las instituciones, así como por las políticas que afectan a la naturaleza y disponibilidad de los servicios de apoyo.

## Padre
Un padre es un progenitor masculino. Además de la relación familiar entre padre e hijos, un padre puede tener una relación parental, jurídica y social con un hijo, que conlleva determinados derechos y obligaciones. Un padre biológico es un hombre que ha participado genéticamente en la creación de un niño mediante relaciones sexuales o donación de esperma. El padre biológico puede tener obligaciones legales para con el hijo que no ha criado, como la pensión alimenticia. Un padre adoptivo es un hombre que se convierte en padre de un niño a través del proceso legal de adopción. Un padre presunto es un hombre cuyo parentesco biológico con el niño se presume pero no se ha establecido. Un padrastro es un progenitor varón no biológico casado con el progenitor del niño que puede fundar una familia pero que, por lo general, no tiene los derechos y responsabilidades legales de un progenitor con respecto a un hijo. 
Como cuidador principal, el padre o una persona sustituta desempeña un papel clave en la vida del niño. La teoría del apego explica cómo se relacionan los niños con sus padres y cuándo buscan una "figura paterna" distinta. Según un estudio realizado en 2010 por Posada y Kalustian, la forma en que un bebé modela su apego a su cuidador afecta directamente a cómo responde a los demás.
Los estudios sobre los efectos a largo plazo de la ausencia del padre en la edad adulta demuestran que ésta tiene un profundo impacto en la salud mental de los adultos. Los resultados muestran que el daño psicológico causado por la ausencia del padre en la infancia persiste a lo largo de toda la vida. También hay pocas pruebas de que la ausencia del padre afecte a los resultados económicos o familiares en la edad adulta.

## Madre
Una madre es el progenitor femenino. Sin madre no hay ni embarazo ni nacimiento (Véase también parto). El nacimiento puede suceder con la ausencia del padre, el padre no pare. La ausencia de madre después del nacimiento suele tener efectos muy importantes sobre el desarrollo de un hijo, si se llega a desarrollar.

## Genética

### Conflicto padre-hijo
Un vástago que odia a su padre se denomina misopátrico, uno que odia a su madre es un misomátrico, mientras que un progenitor que odia a su vástago es un misopedista. El conflicto entre padres e hijos describe el conflicto evolutivo que surge de las diferencias en la aptitud óptima de los padres y su descendencia. Mientras que los padres tienden a maximizar el número de descendientes, éstos pueden aumentar su aptitud obteniendo una mayor parte de la inversión parental a menudo compitiendo con sus hermanos. La teoría fue propuesta por Robert Trivers en 1974 y amplía la más general Teoría de los genes egoístas y se ha utilizado para explicar muchos fenómenos biológicos observados.  Por ejemplo, en algunas especies de aves, aunque los padres a menudo ponen dos huevos e intentan criar dos o más crías, el volantón más fuerte se lleva una mayor parte de la comida que traen los padres y a menudo mata al hermano más débil, un acto conocido como hermanicidio.

### Empatía
El biólogo australiano y profesor de la Universidad de Harvard David Haig (1958-) ha argumentado que los genes fetales humanos estarían seleccionados para extraer más recursos de la madre de los que sería óptimo que ésta diera, una hipótesis que ha recibido apoyo empírico. La placenta, por ejemplo, segrega hormonas altrinas que disminuyen la sensibilidad de la madre a la insulina y, por tanto, ponen a disposición del feto un mayor suministro de azúcar en sangre. La madre responde aumentando el nivel de insulina en su torrente sanguíneo, la placenta tiene receptores de insulina que estimulan la producción de enzimas que degradan la insulina y contrarrestan este efecto.